# Santiago Carpintero
Santiago  Carpintero Fernández, deportivamente conocido como Carpintero (León, España, 28 de septiembre de 1976), es un exfutbolista y director deportivo de fútbol español. Trabajó en la dirección deportiva del Levante UD de primera división, fue secretario técnico del AEK Larnaca de la Primera División de Chipre,asesor deportivo en TACTICGRUP-OROBITG y actualmente trabaja con JOSEBA DÍAZ en su agencia.

## Trayectoria como jugador
Se inicia en las categorías inferiores de la Casa de Asturias en Leon, Cultural Leonesa y del Real Oviedo. 
En verano de 1997 ficha por el Deportivo Manchego, hasta que a final de año marcha al Albacete.
En 1998 ficha por el Cartagena, por dos temporadas. Después pasó a jugar en el Toledo. 
En 2002 ficha por el Levante. Con este equipo consigue el ascenso a la Primera División de la liga española de fútbol en la temporada 2003-04.
En 2004 ficha por el Deportivo Alavés, equipo con el que consigue el ascenso a Primera División en el primer año. Al año siguiente debuta en la Primera División de la liga española de fútbol con su equipo, el 21 de septiembre de 2005, en el partido Málaga 0 - 0 Alavés. Consigue dos valiosos goles.
En 2007 jugó en el Málaga CF, con el que ascendió a Primera División de nuevo, es decir, tres ascensos con tres equipos consecutivos, y siendo titular con todos ellos.
Tras jugar en el Córdoba CF se retiró al finalizar la temporada 2009-10.

## Trayectoria como director deportivo
En julio de 2017 firma como Adjunto a la secretaría técnica en el LEVANTE UD de Primera División de España. 
El 6 de enero de 2020, firma  por dos temporadas y media como secretario técnico del AEK Larnaca de la Primera División de Chipre. 
Carpintero formaba parte de la secretaría técnica del Levante UD, pero el leonés decidiría comenzar su carrera como secretario técnico al frente del AEK Larnaca tras la destitución de Ander Murillo.
Trabajó como asesor deportivo de la empresa TACTICGRUP, del prestigioso agente de futbolistas JOSE MARÍA OROBITG, que representa a ilustres nombres como Pep Guardiola, Sergio Busquets, Sergi Roberto, Tello, y con JOSEBA DÍAZ en su agencia de representación.
Actualmente es técnico de la Real Federación Española de Fútbol desarrollando su labor como scout de las categorías inferiores de la Selección.

## Clubes como jugador
| Club              | País   | Año       |
| ----------------- | ------ | --------- |
| Albacete Balompié | España | 1998      |
| Cartagonova FC    | España | 1998-2000 |
| CD Toledo         | España | 2000-2002 |
| Levante UD        | España | 2002-2004 |
| Deportivo Alavés  | España | 2004-2007 |
| Málaga CF         | España | 2007-2008 |
| Córdoba CF        | España | 2008-2010 |